# Fémio
Fémio /ˈfiːmiəs/ (em grego:  Φήμιος, Phēmios), filho de Terpes, foi um aedo da época primitiva, que tanto na Ilíada como na Odisseia homérica, recitava narrativas em divinas atuações de canto da poesia lírica grega. Alegrava, com a sua arte, os banquetes do palácio de Ulisses, em Ítaca, com cantos aos feitos de homens e deuses, para deleite dos mortais, e que celebram os aedos. A audiência era composta em grande parte pelos pretendentes (proci). Cantava o preclaro aedo entre os que silenciosos o escutavam, com o seu canto consolador, a voz demiúrgica do poeta; dos Aqueus cantava o regresso funesto de Troia que Palas Atena impôs. Acabou poupado da morte enquanto Ulisses juntamente com o seu filho Telémaco, protegido por Atena, se preparavam para matar os pretendentes e os maus servidores que importunavam Penélope,  com pretensões que iam para além da sua sucessão. Fémio e ao arauto Médon são livrados e, no desfecho da história, Odisseu instrui Fémio para encenar cantigas de noivado, dissimulando os gritos dos pretendentes que morreram.